# محمد الباقر أحمد
محمد الباقر أحمد (5 أبريل 1927 - 1992) كان شخصية عسكرية وسياسية سودانية. كانت له مسيرة عسكرية مميزة، حيث خدم في مناصب مختلفة وترقى إلى رتبة رئيس أركان. انتقل الباقر إلى السياسة وشغل منصب وزير الداخلية والنائب الأول لرئيس السودان، حيث لعب دورًا مهمًا بعد الانقلاب الفاشل عام 1971 والإشراف على اتفاقية السلام مع الجنوب عام 1972.

## سيرة شخصية

### النشأة والتعليم
ولد محمد الباقر أحمد في 5 أبريل 1927 في مدينة الصوفي بمديرية القضارف بشرق السودان.  تلقى تعليمه المبكر في كسلا، ثم بورتسودان، ثم التحق بمدرسة أم درمان التجارية. ثم التحق بفرع الخرطوم بجامعة القاهرة (جامعة النيلين اليوم)، حيث أكمل درجة بكالوريوس الآداب في الجغرافيا.
في عام 1948، التحق الباقر بالكلية العسكرية السودانية وادي سيدنا، بالقرب من أم درمان، وتخرج كضابط في فبراير 1950.   عزز تعليمه العسكري من خلال حضور ثلاث دورات في إنجلترا، بما في ذلك واحدة في كلية الأركان في كامبرلي عام 1961، ودورتين في مصر، بما في ذلك الفصل الدراسي في الأكاديمية العسكرية عام 1968. 

### الخبرة عسكرية
عند التكليف، تم تعيين الباقر كضابط مشاة للفرقة الشرقية عام 1950. بعد خدمته في هيئة الأركان العامة لمدرسة المشاة بأم درمان، تمت ترقيته إلى رتبة ضابط قائد فوج مشاة ضمن الفرقة الشرقية. عاد لاحقًا إلى مدرسة المشاة كمدرب حتى أكتوبر 1958، وبعد ذلك  عُيَّن رئيسًا لأركان القيادة الجنوبية في جوبا. في يوليو 1959، أصبح الحاكم العسكري لولاية أعالي النيل، وبعد دورة كلية الأركان في إنجلترا، التحق بأركان قيادة الجيش بالخرطوم. 
على الرغم من تعيين الباقر ملحقًا عسكريًا في ألمانيا الغربية في يناير 1965، إلا أن العلاقات الدبلوماسية قطعت قبل أن يتولى المنصب. بعد ذلك، شغل منصب قائد حامية بحر الغزال في القيادة الغربية وتم نقله لاحقًا إلى القيادة الجنوبية كقائد بالإنابة. أصبح الملحق العسكري في سفارة لندن في أغسطس 1966، لكنه عاد بعد عام عندما قطعت العلاقات الدبلوماسية مرة أخرى.
رقي إلى رتبة عميد في تشرين الأول 1967، وعاد الباقر إلى القيادة الجنوبية حتى عين قائداً للكلية العسكرية بأم درمان وقائداً لثكنة أم درمان في أيار 1968. بعد انقلاب مايو 1969، تقاعد على المعاش ولكن أعيد في 28 ديسمبر 1969، برتبة لواء وعين نائب رئيس الأركان. في النهاية خلف اللواء خالد حسن عباس كرئيس للأركان في 1 يونيو 1970.  

### الحياة السياسية
ابتداء من أكتوبر 1971، شغل الباقر منصب وزير الداخلية.  خلال فترة ولايته، واجه التحدي المتمثل في إدارة تداعيات الانقلاب الفاشل في يوليو، والذي تضمن تطهير الإدارة من الشيوعيين، والإشراف على تقييم المعتقلين.   أصبح الباقر النائب الأول لرئيس جمهورية السودان الديمقراطية من عام 1972 إلى عام 1976.   لعب دورًا حاسمًا كأحد الموقعين على اتفاقية السلام مع جنوب السودان في أديس أبابا في 27 فبراير 1972.   وفي مفاجأة غير متوقعة قدم البغير استقالته من جميع مناصبه م إلى الرئيس جعفر النميري. 

### الحياة الشخصية والوفاة
كان الباقر مولعا بالخيول وشغل منصب رئيس نادي الخرطوم للسباق. توفي عام 1992.